# Paralophata
Paralophata là một chi bướm đêm thuộc họ Noctuidae.